# Stipa coquimbensis
Stipa coquimbensis là một loài thực vật có hoa trong họ Hòa thảo. Loài này được Matthei miêu tả khoa học đầu tiên năm 1965.